# Everything Everywhere All at Once
Everything Everywhere All at Once er en amerikansk komedie-dramafilm fra 2022 skrevet og instrueret af Daniel Kwan og Daniel Scheinert, der producerede den sammen med Anthony og Joe Russo og Jonathan Wang. Filmen følger Evelyn Wang, en kinesisk-amerikansk immigrant, der må forbinde sig med versioner af sig selv i et parallelunivers for at forhindre et magtfuldt væsen i at ødelægge multiverset. Michelle Yeoh har hovedrollen som Evelyn med Stephanie Hsu, Ke Huy Quan, Jenny Slate, Harry Shum Jr., James Hong og Jamie Lee Curtis i biroller. The New York Times kaldte filmen en "hvirvel af genreanarki" med elementer af surrealistisk komedie, science fiction, fantasy, kampsportsfilm og animation.
Filmen er blevet positivt modtaget af anmeldelere. Den blev nomineret til 11 Oscars ved Oscaruddelingen 2023, hvor den vandt i syv kategorier, herunder i kategorien bedste film. Øvrige modtagne Oscars var i kategorierne bedste instruktør, bedste kvindelige hovedrolle (Yeoh), bedste mandlige birolle (Quan ), bedste kvindelige birolle (Curtis) og bedste originale manuskript. Filmen har endvidere modtaget to Golden Globe Awards, fem Critics' Choice Awards, en BAFTA-pris m.m.

## Medvirkende
- Michelle Yeoh som Evelyn Quan Wang
- Stephanie Hsu som Joy Wang
- Ke Huy Quan som Waymond Wang
- James Hong som Gong Gong
- Jamie Lee Curtis som Deirdre Beaubeirdre